# 仙塞妮普
仙塞妮普（Senseneb，生卒年不詳）是古埃及十八王朝法老圖特摩斯一世的母親。古埃及留下關於她的記載極為有限。她的家世並未被記載，她或許是個平民。目前只知道她獲得了“國王母親”的頭銜。她于一個在瓦地哈發出土的石碑(Stela Cairo CG 34006)上出現。她也出現於孫女哈特謝普蘇特女皇所建的停靈廟的壁畫中出現，後失去記載。

## 家庭
仙塞妮普的家世在史料上沒有記載，她或許出身於平民家族，她的丈夫也有待考證，她或許是阿蒙霍特普一世的側室或姐妹，但仍有爭議，她也是女皇哈特謝普蘇特，妮斐魯碧提公主，阿蒙摩斯王子與娃德傑摩斯的祖母。